# Callajoppa cirrogaster
Callajoppa cirrogaster là một loài tò vò trong họ Ichneumonidae.